# Підковик малий
Підковоні́с мали́й, підковоніс малий (Rhinolophus hipposideros Bechstein, 1800)

## Таксономічна характеристика
Один з 68 видів роду; в Україні представлений 2 підвидами: R. h. hipposideros та R. h. minimus.

## Поширення
В Україні проходить північна межа ареалу. Знайдено в Закарпатській, Івано-Франківській, Львівській, Тернопільській, Хмельницькій. Одеській, Запорізькій, Донецькій областях, у Криму. Ареал охоплює також Пд. і Зх. Європу, Пн. Африку, Малу й Зх. Азію. Пн.-3х. Гімалаї.

## Місця перебування
Переважно передгірні та низькогірні райони. Селиться в підземних порожнинах (печерах, шахтах, тунелях, ґротах), влітку виводкові зграї трапляються на горищах, у затінених місцях під мостами через гірські потоки чи струмки, на дзвіницях і навіть у дуплах дерев.

## Чисельність
В Україні, загалом — чисельний вид. Причини зміни чисельності. Руйнування підземних сховищ, старих будівель, винищення підковоноса спелеотуристами, забруднення місць перебування пестицидами. За даними у Червоній книзі України чисельність оцінювалась як низька: «Чисельність в Україні становить близько 400 особин (з них до 100 — у Криму)». Тільки в національному природному парку «Подільські Товтри» щороку зимує понад 1 тис. особин.

## Особливості біології
Осілий вид; лише окремі особини під час зміни зимових сховищ на літні і навпаки можуть долати відстань до 112 км. Від зимової сплячки прокидається в кін. березня — на початку квітня. Не утворює мішаних зграй, хоча у сховищах поряд з ним зустрічаються ін. кажани, зокрема широковух, вухань, нічниця велика. Добуває їжу з настанням сутінок, через 20 — 25 хв після заходу сонця. Літає здебільшого в міжряддях виноградників, садів, над городами, над посівами польових культур тощо. Політ швидкий, мінливий. Під час сильних вітру і дощу сховищ не залишає. Живиться переважно двокрилими і молеподібними лускокрилими. Статевозрілим стає у віці біля року. Вагітні самиці селяться окремо від самців у порівняно теплих сховищах. Народження малят спостерігається в кін. червня — на початку липня. Живе до 17,5 років.

## Зовнішність
Передпліччя 36.1—39 мм, вага 4—7 гр. Пухнасте хутро на спині коричнево-жовто-коричневе, на череві блідо-сіро-біле. Молоді тварини, як правило, сірого кольору. Мембрани і вуха коричневі. Крила дуже широкі, короткі й закруглені.

## Заходи охорони
Занесено до Червоної книги України (1980, 1994, 2009). Охороняється у заповідниках Карпатському (біосферний). Карадазькому, Кримському, Мис Мартьян, Ялтинському гірсько-лісовому (всі — природні) та окремих заказниках. Вид є чисельним у національному природному парку "Подільські Товтри". Доцільно обмежити або заборонити відвідування туристами підземель, в яких мешкають підковоноси малі.